# Szwecja na Zimowych Igrzyskach Paraolimpijskich 2006
Reprezentacja Szwecji na Zimowych Igrzyskach Paraolimpijskich 2006 liczyła 19 sportowców.

## Reprezentanci Szwecji

### Narciarstwo alpejskie
- Ronny Persson

### Hokej na lodzie na siedząco
- Amanda Ahrnbom, Aron Andersson, Magnus Carlsson, Jan Edbom, Marcus Holm, Kenth Jonsson, Göran Karlsson, Jens Kask, Rasmus Lundgren, Peter Melander, Leif Norgren, Frank Pedersen

### Narciarstwo klasyczne
- Stina Sellin

### Curling
- Lag Jungnell: Jalle Jungnell, Glenn Ikonen, Bernt Sjöberg, Anette Wilhelm, Rolf Johansson

## Medale

### Złote medale
brak

### Srebrne medale
brak

### Brązowe medale
Curling
Glenn Ikonen, Rolf Johansson, Jalle Jungnell, Bernt Sjöberg, Anette Wilhelm